# Ryzí výstavní holub
Ryzí výstavní holub (anglicky Genuine Homer) je plemeno holuba domácího patřící do skupiny tzv. výstavních holubů. Ti byli vyšlechtěni z poštovního holuba zdůrazněním některých líbivých exteriérových znaků. Je to větší holub s širokou hrudí a tělesnými tvary podobnými poštovnímu holubovi, s podlouhlou hlavou a delším, rovným a tupým zobákem. V kontinentální Evropě se ryzí výstavní holub nechová. V seznamu plemen EE se řadí do plemenné skupiny užitkových holubů a je zapsán pod číslem 0029.
Plemeno vzniklo v Anglii ve 20. letech 20. století. Je to holub se silným tělem a širokou hrudí. Podobá se anglickému výstavnímu a exhibičnímu holubovi, má protáhlou hlavu, která plynule přechází v dlouhý rovný zobák. Ozobí je málo výrazné a má tvar písmene V. Oči jsou perlové, obočnice úzké a tmavě pigmentované. Ryzí výstavní holub nemá žádné pernaté ozdoby a barva opeření se hodnotí až na posledním místě. Chová se ve všech rázech známých u poštovních holubů.